# Liste der Kulturdenkmale in Schenkenzell
In der Liste der Kulturdenkmale in Schenkenzell sind alle Bau- und Kunstdenkmale der Gemeinde Schenkenzell und ihrer Teilorte verzeichnet, die im „Verzeichnis der unbeweglichen Bau- und Kunstdenkmale und der zu prüfenden Objekte“ des Landesamts für Denkmalpflege Baden-Württemberg verzeichnet sind.
Diese Liste ist nicht rechtsverbindlich. Eine rechtsverbindliche Auskunft ist lediglich auf Anfrage bei der Unteren Denkmalschutzbehörde des Landkreises Rottweil erhältlich.

## Allgemein
- Bild: Zeigt ein ausgewähltes Bild aus Commons, „Weitere Bilder“ verweist auf die Bilder im Medienarchiv Wikimedia Commons.
- Bezeichnung: Nennt den Namen, die Bezeichnung oder die Art des Kulturdenkmals.
- Lage: Straßenname und Hausnummer oder Flurstücknummer des Kulturdenkmals, gegebenenfalls auch den Ortsteil. Die Grundsortierung der Liste erfolgt nach dieser Adresse. Der Link (Karte) führt zu verschiedenen Kartendiensten mit der Position des Kulturdenkmals. Fehlt dieser Link, wurden die Koordinaten noch nicht eingetragen. Sind diese bekannt, können sie über ein Tool mit einer Kartenansicht einfach nachgetragen werden. In dieser Kartenansicht sind Kulturdenkmale ohne Koordinaten mit einem roten bzw. orangen Marker dargestellt und können durch Verschieben auf die richtige Position in der Karte mit Koordinaten versehen werden. Kulturdenkmale ohne Bild sind an einem blauen bzw. roten Marker erkennbar.
- Datierung: Baubeginn, Fertigstellung, Datum der Erstnennung oder grobe zeitliche Einordnung entsprechend des Eintrags in der zuständigen Denkmaldatenbank (Landesamt für Denkmalpflege Baden-Württemberg).
- Beschreibung: Kurzcharakteristik des Kulturdenkmals.

## Kaltbrunn
| Bild           | Bezeichnung                                                     | Lage                                                  | Datierung          | Beschreibung                                                     | ID |
| -------------- | --------------------------------------------------------------- | ----------------------------------------------------- | ------------------ | ---------------------------------------------------------------- | -- |
|                | Schwallungen Obere Lay und Untere Lay                           | Kaltbrunn, Auf der Lay                                | Mitte des 19. Jh.  |                                                                  |    |
| Weitere Bilder | Hofkapelle des Bürlehofs, Dreifaltigkeitskapelle                | Kaltbrunn, bei Bürlehof 78 (Karte)                    | 1953               |                                                                  |    |
|                | Burgfelsenkapelle                                               | Kaltbrunn, Burgfelsen                                 | 1896               |                                                                  |    |
|                | Schwallung Ochsengrundweiher                                    | Kaltbrunn, Grubers Brunnen                            | 1865               |                                                                  |    |
|                | Schwallung Grüßgott                                             | Kaltbrunn, Grüßgottweiher                             | 1866               |                                                                  |    |
|                | Libding                                                         | Kaltbrunn, Heubach 195 (Karte)                        | 18. Jh.            |                                                                  | BW |
|                | Hofgebäude                                                      | Kaltbrunn, Heubach 197 (Karte)                        | 18. Jh.            |                                                                  | BW |
|                | Pfaffenhäusle                                                   | Kaltbrunn, Heubach 204 (Karte)                        | 1797               |                                                                  |    |
|                | Brücke                                                          | Kaltbrunn, bei Heubach 205 (Karte)                    | 19. Jh.            |                                                                  | BW |
|                | Brücken                                                         | Kaltbrunn, Hinter Kaltbrunn                           | 19. Jh.            |                                                                  |    |
|                | Riesanlage und Unglücksstein                                    | Kaltbrunn, Hinter Kaltbrunn                           | 19. Jh.            |                                                                  |    |
|                | Prinz-Karl-Gedächtsniskapelle                                   | Kaltbrunn, Hinter Kaltbrunn                           | 1953               |                                                                  |    |
|                | Wohnhaus                                                        | Kaltbrunn, Hinter Kaltbrunn 14                        | 1855               |                                                                  |    |
|                | Brücke                                                          | Kaltbrunn, Hinter Wittichen (Karte)                   | 19. Jh.            |                                                                  | BW |
|                | Jägerhaus mit Backhaus                                          | Kaltbrunn, Hinter Wittichen 191 (Karte)               | 1623               |                                                                  | BW |
|                | Martinshof                                                      | Kaltbrunn, Martinshof 46 (Karte)                      | Um 1825            |                                                                  | BW |
|                | Roßberghof, Wirtshaus St. Georgsritter mit Bauerngarten         | Kaltbrunn, Roßberg 1 (Karte)                          | 1859               |                                                                  | BW |
|                | St.-Georgs-Kapelle                                              | Kaltbrunn, bei Roßberg 2 (Karte)                      | 1577               |                                                                  |    |
|                | Hofgebäude                                                      | Kaltbrunn, Roßberg 3 (Karte)                          | 1839               |                                                                  | BW |
|                | Rußhof                                                          | Kaltbrunn, Rußhof 31, 33 (Karte)                      | 18. Jh.            |                                                                  | BW |
|                | Sepplishof und Libding                                          | Kaltbrunn, Sepplishof 77 (Karte)                      | 1815               |                                                                  | BW |
|                | Holzverladerampen                                               | Kaltbrunn, Tal Kaltbrunn                              | 19./Anfang 20. Jh. |                                                                  |    |
|                | Brücke                                                          | Kaltbrunn, Talstraße                                  |                    |                                                                  |    |
|                | Kath. Friedhofskapelle und Friedhof                             | Kaltbrunn, Talstraße 47 (Karte)                       | 1474               |                                                                  |    |
|                | Wegkreuz                                                        | Kaltbrunn, bei Talstraße 47                           | 1738               |                                                                  |    |
|                | Bernethof mit Backhaus                                          | Kaltbrunn, Talstraße 48 (Karte)                       | Um 1806            |                                                                  | BW |
| Weitere Bilder | Langer Bau                                                      | Kaltbrunn, Vorder-Wittichen 138 (Karte)               | 17. Jh.            | Äbtissinenbau des Klarissenklosters Wittichen.                   |    |
| Weitere Bilder | Kath. Pfarrkirche Allerheiligen mit Friedhof und Friedhofsmauer | Kaltbrunn, Vorder-Wittichen 139 (Karte)               | 14. Jh.            | Klosterkirche des Klarissenklosters Wittichen.                   |    |
|                | Gefallenendenkmal                                               | Kaltbrunn, bei Vorder Wittichen 139                   | 1928               |                                                                  |    |
|                | Wirtschaftsgebäude und Backhaus                                 | Kaltbrunn, Vorder Wittichen 142, 142/1 (Karte)        | 18. Jh.            | Wirtschaftsgebäude und Backhaus des Klarissenklosters Wittichen. |    |
|                | Rathaus                                                         | Kaltbrunn, Vorder Wittichen 145 (Karte)               | 1912               |                                                                  | BW |
|                | Drei Brücken                                                    | Kaltbrunn, bei Vorder Wittichen 148, 152, 153 (Karte) | 19. Jh.            |                                                                  | BW |
|                | Kilometerstein                                                  | Kaltbrunn, Vortal                                     | Anfang des 20. Jh. |                                                                  |    |
|                | Wohn- und Wirtschaftsgebäude                                    | Kaltbrunn, Vortal 81 (Karte)                          | 17./18. Jh.        |                                                                  | BW |
|                | Gasthaus zur Linde mit Mühlenteil, Backhaus und zwei Kellern    | Kaltbrunn, Vortal 88 (Karte)                          | 1776               |                                                                  | BW |
|                | Hanselebauernhof mit Mühle und Bauerngarten                     | Kaltbrunn, Vortal 90 (Karte)                          | 1763               |                                                                  | BW |
|                | Hofgebäude                                                      | Kaltbrunn, Vortal 119 (Karte)                         | 1864               |                                                                  | BW |
|                | Schwallung Wüstenbach                                           | Kaltbrunn, Witticher Talstraße                        | Mitte des 19. Jh.  |                                                                  |    |
|                | Bildstock                                                       | Kaltbrunn, bei Witticher Talstraße 135                | 1847               |                                                                  |    |

## Schenkenzell
| Bild           | Bezeichnung                                    | Lage                                                 | Datierung              | Beschreibung | ID |
| -------------- | ---------------------------------------------- | ---------------------------------------------------- | ---------------------- | ------------ | -- |
|                | Eindachhof                                     | Schenkenzell, Auf der Staig 13 (Karte)               | 1782                   |              | BW |
|                | Wegkreuz                                       | Schenkenzell, Bahnhofstraße, Heilig Garten (Karte)   | 19. Jh.                |              | BW |
| Weitere Bilder | Empfangsgebäude des Bahnhofs Schenkenzell      | Schenkenzell, Bahnhofstraße 15 (Karte)               | 1885/86                |              |    |
|                | Grenzstein des Burgfriedens                    | Schenkenzell, Bruderbach                             | 1715                   |              |    |
|                | Brücken                                        | Schenkenzell, bei Dorfmühleweg 3                     | 19. Jh.                |              |    |
|                | Wohnhaus                                       | Schenkenzell, Dorfmühleweg 5 (Karte)                 | 1742                   |              | BW |
|                | Bildstock                                      | Schenkenzell, bei Dürrhof 54                         | 1828                   |              |    |
|                | Brücke                                         | Schenkenzell, bei Egenbach 70                        |                        |              |    |
|                | Eisenbahnüberführung                           | Schenkenzell, Eisenbahnstrecke Kinzigtalbahn (Karte) | 1886                   |              | BW |
|                | Dais-Tunnel                                    | Schenkenzell, Eisenbahnstrecke Kinzigtalbahn (Karte) | 1884–86                |              | BW |
|                | Stock-Tunnel                                   | Schenkenzell, Eisenbahnstrecke Kinzigtalbahn (Karte) | 1884–86                |              | BW |
|                | Eisenbahnüberführung                           | Schenkenzell, Eisenbahnstrecke Kinzigtalbahn (Karte) | 1886                   |              | BW |
|                | Schenkenburg-Tunnel                            | Schenkenzell, Eisenbahnstrecke Kinzigtalbahn (Karte) | 1884–86                |              | BW |
|                | Eisenbahnüberführung                           | Schenkenzell, Eisenbahnstrecke Kinzigtalbahn (Karte) | 1886                   |              | BW |
|                | Bildstock                                      | Schenkenzell, Fräulinsberg                           | 1757                   |              |    |
|                | Bildstock                                      | Schenkenzell, bei Hansjakobstraße 3                  | 1705                   |              |    |
|                | Hofgebäude                                     | Schenkenzell, Hansjakobstraße 19 (Karte)             | 1854                   |              | BW |
|                | Hof Herrenwald mit Kellerhaus                  | Schenkenzell, Herrenwald 15 (Karte)                  | 1754                   |              | BW |
|                | Steini Kriz                                    | Schenkenzell, Hochberg                               | 1717                   |              |    |
|                | Wegkreuz                                       | Schenkenzell, bei Hoffeldstraße 32/1                 | Mitte/Ende des 18. Jh. |              |    |
|                | Wegkreuz                                       | Schenkenzell, Holzebene                              | 1894                   |              |    |
|                | Riesanlage                                     | Schenkenzell, Holzebene                              | Um 1850                |              |    |
|                | Hofanlage                                      | Schenkenzell, Holzebene 23 (Karte)                   | 18. Jh.                |              | BW |
|                | Bahnwärterhaus                                 | Schenkenzell, Im Löchle 66 (Karte)                   | 1885/86                |              | BW |
|                | Bildstock                                      | Schenkenzell, bei Kaibach 10/1                       | 1762                   |              |    |
|                | Libding des Unterkaibachhofs                   | Schenkenzell, Kaibach 10/2 (Karte)                   | 19. Jh.                |              | BW |
|                | Mattenkreuz                                    | Schenkenzell, Kuhberg                                | Vor 1857               |              |    |
|                | Teisenhof mit Backhaus, Mühle und Bauerngarten | Schenkenzell, Kuhberg 59 (Karte)                     | 1564                   |              | BW |
|                | Jehleshof, Stutenhof mit Quellfassung          | Schenkenzell, Kuhberg 60 (Karte)                     | 1611                   |              | BW |
|                | Wegkreuz                                       | Schenkenzell, bei Landstraße 21                      | 1887                   |              |    |
|                | Löchlehof mit Speicher                         | Schenkenzell, Löchlehof 39 (Karte)                   | 1827                   |              | BW |
|                | Bildstock                                      | Schenkenzell, bei Müllerswald 24                     | 1835                   |              |    |
| Weitere Bilder | Kath. Pfarrkirche St. Ulrich                   | Schenkenzell, Pfarrberg 4 (Karte)                    | 1774                   |              |    |
|                | Beinhaus mit Gefallenengedenkstätte            | Schenkenzell, Pfarrberg 4/1 (Karte)                  |                        |              | BW |
|                | Pfarrhaus                                      | Schenkenzell, Pfarrberg 6 (Karte)                    | 1779/80                |              | BW |
|                | Wasserhochbehälter                             | Schenkenzell, bei Pfarrberg 14 (Karte)               | 1929                   |              | BW |
|                | Herrengrund                                    | Schenkenzell, Pfarrberg 20 (Karte)                   | 19. Jh.                |              | BW |
|                | Anlegestelle der Flößer                        | Schenkenzell, Reinerzaustraße, Eselbach              | 19. Jh.                |              |    |
|                | Gasthaus zur Sonne                             | Schenkenzell, Reinerzaustraße 13 (Karte)             | 1564 oder 1570         |              | BW |
|                | Wegkreuz                                       | Schenkenzell, bei Reinerzaustraße 27                 | 1907                   |              |    |
|                | Bildstock                                      | Schenkenzell, bei Reinerzaustraße 70                 | 18. Jh.                |              |    |
|                | Bildstock                                      | Schenkenzell, Schenkenburg                           | Um 1748                |              |    |
| Weitere Bilder | Burgruine Schenkenburg                         | Schenkenzell, Schenkenburg (Karte)                   | mittelalterlich        |              |    |
|                | Verkehrsweg                                    | Schenkenzell, Schiltacher Steige                     |                        |              |    |
|                | Wegkreuz                                       | Schenkenzell, Schlosshof                             | Ende 19. Jh.           |              |    |
|                | Schulhaus                                      | Schenkenzell, Schulstraße 2 (Karte)                  | 1911                   |              | BW |
|                | Wiesenbewässerung                              | Schenkenzell, Stockhof                               | Mitte des 19. Jh.      |              |    |
|                | Bildstock                                      | Schenkenzell, bei Stockhofweg 34                     | 1762                   |              |    |
|                | Hofgebäude und Bauerngarten                    | Schenkenzell, Süßlesberg 44 (Karte)                  | 1816                   |              | BW |
|                | Bildstock                                      | Schenkenzell, bei Süßlesberg 80                      | 1868                   |              |    |
|                | Hauskreuz                                      | Schenkenzell, Tannenhof 1                            | Anfang 19. Jh.         |              |    |
|                | Wiesenbewässerung                              | Schenkenzell, Untere Halde                           | Mitte des 19. Jh.      |              |    |
|                | Kellerhaus                                     | Schenkenzell, bei Waldenbrunn 16 (Karte)             | 1742                   |              | BW |
|                | Hofgebäude                                     | Schenkenzell, Wiedmenstraße 18 (Karte)               | 18. Jh.                |              | BW |
|                | Bildstock                                      | Schenkenzell, bei Witticher Straße 48                | 1746                   |              |    |
|                | Wohn- und Verwaltungsgebäude der Farbmühle     | Schenkenzell, Witticher Straße 50/2 (Karte)          | 1722                   |              | BW |
|                | Bildstock                                      | Schenkenzell, bei Witticher Straße 53                | 1818                   |              |    |